# Джихангир (квартал в Авджълар)
Джихангир (на турски: Cihangir Mahallesi) e микрорайон (махала) в квартала на Истанбул – Авджълар. Това е един от модерните и бързо развиващи се микрорайони в квартал Авджълар.

## Разположение и население
Махала „Джихангир“ е разположена в югозападната част на квартала „Авджълар“. На площ от 378.14 km².
На запад махалата граничи с квартал „Бейликдюзю“, на изток с Gümüşpala Mahallesi, Denizköşkler Mahallesi и от части с квартал „Кючук Чекмедже“, на юг граничи с Ambarlı Mahallesi и Мраморно море, а на север граничи с автомагистрала Е5 и Üniversite Mahallesi.
По официални данни населението на микрорайона е	64.568 души.
Голяма част от българските турци, които са преселници живеят в квартал Авджълар, по-голяма част от тях, живеят именно в „Джихангир“ махала.

## Транспорт и пътна инфраструктура
През северната част на Джихангир махала минава автомагистралата „Е 5“, която е една от основните пътни артерии в Истанбул. Тя е изградена от 4 – 5 пътни ленти в лявата страна и също толкова и в дясната страна. От двете и страни има разклонения за кварталите. Поради големият трафик, изградената линия на „Метро Бус“, през 2012 година, достига вече и от части микрорайона Джихангир, благодарение на „Метро Бус“, пътниците на мегаполиса, достигат бързо до желаната точка, защото тези бус-ове, се движат в самостоятелни ленти в автомагистралата.
По магистралата се движат и обикновените автобуси и бусове, но често сутрин и вечер те попадат в задръстванията, обичайни за Истанбул и така пътуването се забавя с 30 – 60 минути. Стратегическото място на квартал „Авджълар“, а и на самата махала ги прави много удобни от страна на пътуване, тъй като много лесно може да се осъществи връзка с метро, трамваи, тролеи и други, които улесняват пътниците.
Пътната инфраструктура във вътрешността на махалата е много добра.

## Други
- Телефонен код: 0212
- МПС код: 34
- Пощенски код: 34310
- Образованието в района е развито, благодарение на редицата детски, начални и средищни училища и гимназии, които се намират тук. В махалата има и частни училища.
- В Джихангир има няколко частни футболни игрища.
- Махалата Джихангир има и свой футболен отбор, който участва активно в спорта в Истанбул.
- В махалата има супермаркети на големи търговски вериги. Тези, които не са изградили свои магазини в махалата имат т.нар. сервизни автобусчета, благодарение на които пътниците от махалата могат безплатно да се предвижат до най-близкия магазин на съответната верига.
- В Джихангир, има офиси на всички автобусни фирми, които обслужват линиите за България.
- На територията на махалата са разположени няколко парка с изградени детски площадки, игрища и места за отдих.
- Микрорайона се намира в голяма близост до крайбрежната зона.
- В махалата се провежда редовен съботен пазар, който предлага различни стоки, дори и хранителни стоки от България.